# Eric Yuma
Eric Yuma Mbayo (* 5. Mai 1969 in Lubumbashi) ist ein ehemaliger belgischer Footballspieler und Leichtathlet.

## Leben
Yuma gehörte in den Disziplinen Weit- und Dreisprung in seiner Altersklasse zu den besten Leichtathleten Belgiens. 1988 nahm er im Weitsprung sowie in der 4-mal-100-Meter-Staffel an den Juniorenweltmeisterschaften teil.
Als Footballer spielte er auf der Runningback-Position ab 1989 bei den Brussels Raiders, 1991 stand er bei den New York/New Jersey Knights in der World League of American Football unter Vertrag. Im weiteren Verlauf seiner Karriere spielte Yuma für die Luxemburg Lions (1994), die Amsterdam Crusaders sowie die Brussels Angels, ehe er 1997 zu den Munich Cowboys wechselte. 2002 schloss er sich den Braunschweig Lions an. Er stand bis zum Ende der Saison 2006 für die Niedersachsen auf dem Rasen und gewann mit ihnen 2005 sowie 2006 die deutsche Meisterschaft und 2003 den Eurobowl. Nachdem er seine Spielerlaufbahn beendet hatte, übernahm er 2007 bei den Braunschweigern im Trainerstab die Betreuung der Runningbacks. In diesem Amt trug Yuma zum Gewinn der deutschen Meistertitel 2007, 2008, 2013, 2014, 2015, 2016 und 2019 sowie den Eurobowl-Siegen 2015, 2016, 2017 und 2018 bei.